# Paolo Zappa
Paolo Zappa (Castagnole Monferrato, 27 giugno 1899 – Torino, 12 marzo 1957) è stato un giornalista e scrittore italiano.

## Biografia
Nato a Castagnole Monferrato nel 1899, Zappa fu un inviato speciale del quotidiano La Stampa di Torino, pubblicista e scrittore prolifico.
Esordì nel 1924 come redattore capo della rivista Le Grandi Firme,  collaborò con diverse testate giornalistiche, tra cui come corrispondente aeronautico della La Nazione di Firenze, e i suoi saggi nacquero dalle esperienze di viaggio in Africa e nel lontano Oriente come corrispondente estero. 
Subito iscritto al partito fascista, non ricoprì cariche importanti nell'apparato. Nel 1931 effettuò un viaggio in Marocco al seguito di una colonna della Legione straniera francese in marcia verso la regione di Meknès-Tafilalet e descrisse quell'esaltante esperienza l'anno successivo nello scritto La Legione Straniera. Nel 1931 nel Meknès-Tafilalet si giocava l'indipendenza degli ultimi ribelli del Marocco che in 50.000 si contrapponevano all'esercito francese. I francesi, comandati dal maresciallo Luciano Saint, schieravano quattro reggimenti della Legione straniera con 18.000 uomini, 5 gruppi di automitragliatrici, 12 squadriglie di aeroplani più alcuni reparti di truppe coloniali (Spahis). Paolo Zappa per descrivere la vita spicciola nella Legione, si fece assumere come aiuto barman dal vivandiere Bellis, un tunisino di origine italiana che vendeva i suoi prodotti ai soldati francesi. Seguì il tragitto del battaglione del 4° REI che lentamente marciava da Marrakech verso Ouarzazate per proseguire nella vallata di Dadés. Nel 1933 viaggiò  per 18 giorni, sotto mentite spoglie di infermiere, sulla nave "La Martinière" tra i forzati francesi condannati alla detenzione nella Caienna, esperienza che poi tradusse nella pubblicazione di "L'ergastolo navigante: "la Martinière" edito a Milano nel 1934.  
Nel 1936 collaborò con il Servizio Informazioni Militari italiano nel corso di un'operazione a Gibuti e nel 1938 sottoscrisse, con altri 360 intellettuali italiani, il manifesto delle leggi razziali. 
Nel 1943, subito dopo il disastro dell'ARMIR in Russia, Paolo Zappa tenne una conferenza a Cuneo sulle vittorie dell'Asse, nel tentativo di risollevare il morale della popolazione sostenendo, tra l'altro, che la divisione Cuneense era caduta tutta prigioniere dell'armata rossa e quindi gli alpini erano tutti salvi, tutti vivi. 
Nel 1944 aderì alla Repubblica Sociale Italiana di Salò. Fu nominato commissario della casa editrice Rizzoli e inquadrato nella Brigata Nera "Ather Capelli", squadra Stampa di Giuseppe Solaro.

## Scritti
- I predoni di Rio de Oro, 1932;
- L'ergastolo navigante: "la Martinière", Milano, Corbaccio, 1934;
- L'Intelligence Service e l'Etiopia, 1936;
- L'orchidea rossa. Sui mari della Cina, Milano, Corbaccio, 1936;
- Date posizione! Episodio aviatorio in tre atti, 1937;
- Lo spionaggio in questa guerra, 1940;
- Singapore, porta del Pacifico, 1941;
- Il sergente Klems, 1942;
- Burja , 1945;
- Tra i lebbrosi, 1945;